# Adaina bernardi
Adaina bernardi là một loài bướm đêm trong họ Pterophoridae. Loài bướm đêm này được tìm thấy ở Costa Rica và México.. Con trưởng thành có sải cánh dài 15 mm. Con trưởng thành bay vào tháng 7,8, 12 trong năm. Cánh trước màu trắng vàng nhạt với các đốm nâu và rìa xám, phía dưới màu nâu. Cánh sau màu nâu xám với rìa xám, phía dưới màu nâu. 